# 中浜村
中浜村（なかはまそん）は、鳥取県西伯郡にあった明治22年（1889年） - 昭和29年（1954年） の村。

## 歴史
明治22年（1889年）町村制の実施によって小篠津村、佐斐神村、新屋村が合併、旧村名を大字に編成して中浜村が誕生した。
村名の由来については、古くから「浜ノ目」と呼ばれていた弓が浜半島の中央に位置するところから「中浜村」と命名した。

## 年表
- 明治16年（1883年）
4月 - 小篠津村、佐斐神村、新屋村の三村が連合戸長の管轄になる[2]。
- 明治19年（1886年)
外江県道完成[2]。
- 明治22年（1889年）
12月 - 町村制の施行により小篠津村、佐斐神村、新屋村が合併して中浜村成立[2]。
- 明治34年（1901年）
中浜村農会発足[2]。
- 明治39年（1906年）
12月 - 中浜小学校財ノ木に新築移転[2]。
- 明治42年（1909年）
4月 - 中浜小学校に高等科併設[2]。
- 大正4年（1915年）
3月 - 中浜村、鳥取県知事表彰[2]。
- 大正9年（1920年）
12月 - 小作争議起こる[2]。
- 昭和12年（1937年）
新屋灘に鳥取県蚕業試験場春蚕分場開所[2]。
- 昭和17年（1942年）
中浜郵便局開局[2]。
- 昭和19年（1944年）
美保基地拡張のため麦垣97戸、三軒屋56戸強制移転[2]。
- 昭和25年（1950年）
中浜小学校、麦垣に移転 役場庁舎字川端に新築移転[2]。
- 昭和27年（1952年）
7月 - 中浜駅開設[2]。
- 昭和29年（1954年）
8月 - 中浜村廃村式行われる[2]。

## 政治

### 村長

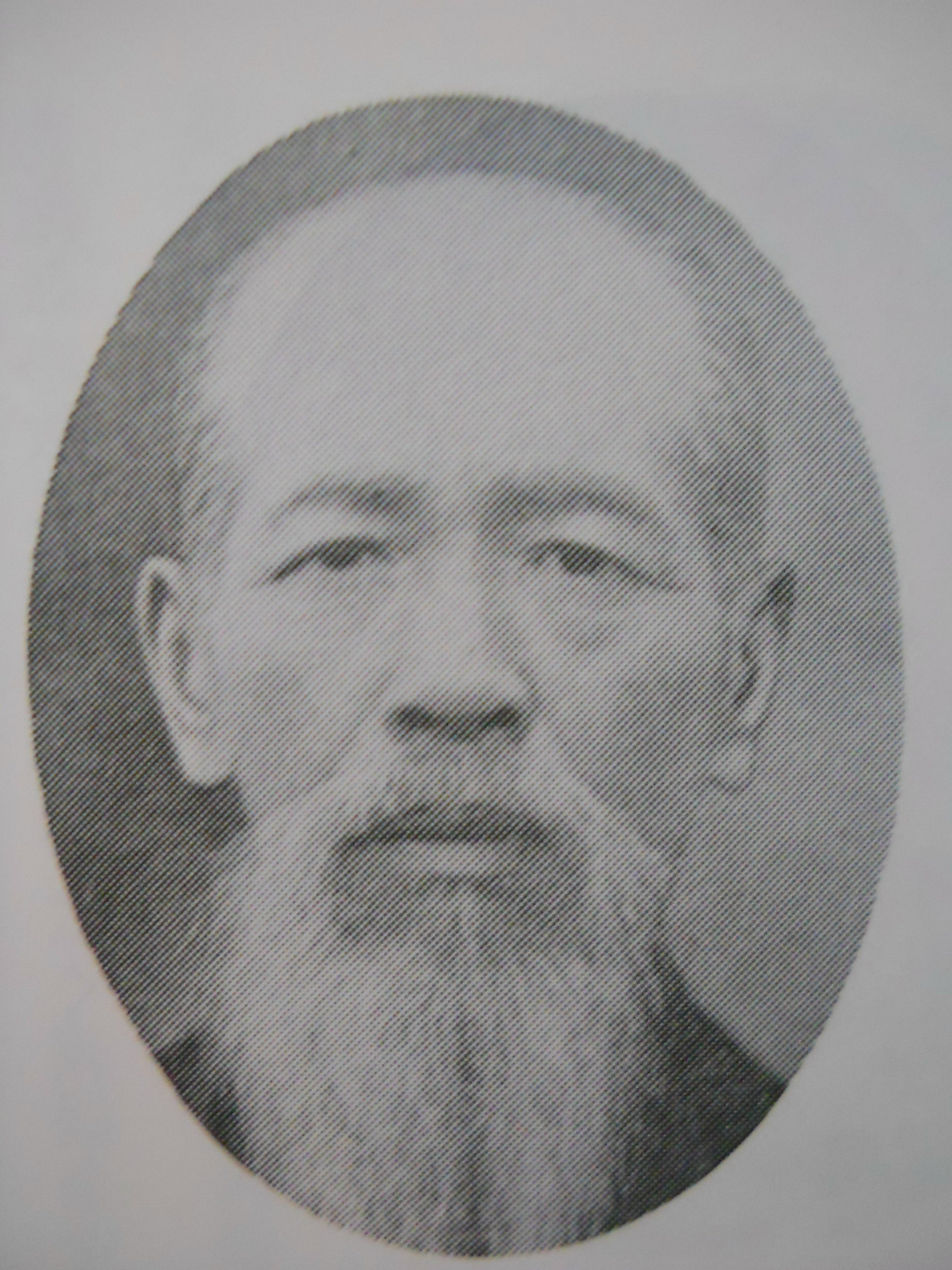
本角寅造
（初代中浜村長）

1. 本角寅造 明治22年（1889年）11月 - 明治30年（1897年）12月[3]
2. 宮本易孝 明治30年（1897年）12月 - 明治38年（1905年）12月[3]
3. 永見林三郎 明治38年（1905年）12月 - 明治42年（1909年）12月[3]
4. 本角文蔵 明治42年（1909年）12月 - 大正6年（1917年）12月[3]
5. 松篠長蔵 大正7年（1918年）11月 - 大正15年（1926年）11月[3]
6. 永見勘太郎 昭和2年（1927年）11月 - 昭和14年（1939年）11月[3]
7. 岡田虎蔵 昭和14年（1939年）11月 - 昭和16年（1941年）10月[3]
8. 松本積善 昭和16年（1941年）10月 - 昭和21年（1946年）11月[3]
9. 永井芳房 昭和22年（1947年）4月 - 昭和29年（1954年）8月[3]

### 助役
1. 長田定七 明治22年（1889年）11月 - 明治25年（1892年）10月[3]
2. 佐々木遷三 明治25年（1892年）12月 - 明治29年（1896年）12月[3]
3. 牧島篤通 明治29年（1896年）1月[3]
4. 長山善完 明治30年（1897年）1月 - 明治34年（1901年）1月[3]
5. 成田清五郎 明治34年（1901年）2月 - 明治37年（1904年）9月[3]
6. 牧島篤通 明治37年（1904年）10月 - 明治42年（1909年）12月[3]
7. 長田貞禄 明治43年（1910年）4月 - 大正6年（1917年）8月[3]
8. 長田真夫 大正7年（1918年）11月 - 大正11年（1922年）11月[3]
9. 中本鹿造 昭和2年（1927年）11月 - 昭和5年（1930年）2月[3]
10. 長山賢雄 昭和13年（1938年）9月 - 昭和15年（1940年）2月[3]
11. 米谷雄二 昭和16年（1941年）6月 - 昭和20年（1945年）10月[3]
12. 永井慶 昭和20年（1945年）11月 - 昭和21年（1946年）11月[3]
13. 永井芳房 昭和21年（1946年）11月 - 昭和22年（1947年）3月[3]
14. 足立知正 昭和22年（1947年）5月 - 昭和25年（1950年）9月[3]
15. 木村一 昭和25年（1950年）10月 - 昭和29年（1954年）8月[3]

### 収入役
1. 宮本易孝 明治22年（1889年）12月 - 明治25年（1892年）9月[3]
2. 永見徳市郎 明治25年（1892年）9月 - 明治29年（1896年）9月[3]
3. 牧島篤通 明治29年（1896年）9月 - 明治37年（1904年）10月[3]
4. 松篠類造 明治37年（1904年）10月 - 明治43年（1910年）6月[3]
5. 松篠長蔵 明治43年（1910年）7月 - 大正6年（1917年）12月[3]
6. 角重孝 大正7年（1918年）3月 - 大正9年（1920年）3月[3]
7. 河岡岩松 大正9年（1920年）3月 - 昭和14年（1939年）11月[3]
8. 木村一 昭和17年（1942年）2月 - 昭和25年（1950年）10月[3]
9. 木村正治 昭和25年（1950年）10月 - 昭和29年（1954年）8月[3]

### 村会議員
補は補欠 死は在任中死去 辞は辞任のほか召集、取消、失格、隠居、転籍を含む
- 明治22年（1889年）
木村半十郎、村田善三、永見国三郎、河端貞市郎（辞）、宮木庄五郎、長田定七、佐々木遷三（辞）、本角寅造（辞）、宮本易孝（辞）、永井茂八郎（辞）、新林蔵、中井忠四郎、成田清五郎、足岡鹿次郎（補）、中本荘平（補）、足立友八（補）、中井忠四郎（補）
- 明治25年（1892年）
角惣四、細川万吉、米谷勘太郎、宮本易孝、木村啓次郎（補）、足岡鹿次郎
- 明治28年（1895年）
成田清五郎（辞）、中井忠四郎、宮木庄五郎、永井又八、永見国三郎（辞）、松篠類造、角惣四（補）、永見徳市郎（補）
- 明治31年（1898年）
松本勘太郎（辞）、細川万吉、長山林市、木村啓次郎、米谷勘太郎、中本荘平、永見林三郎（補）
- 明治34年（1901年）
永見徳市郎、松篠類造（辞）、先前儀三郎（補）、角惣四、中井忠四郎（死）、松本峰太郎、松本伊勢松（補）
- 明治37年（1904年）
中本荘平、木村保（辞）、細川万吉、永見林三郎（辞）、米谷勘太郎、長山林市（死）、村田要之助（補）、長田貞録（補）、本角文蔵（補）
- 明治40年（1907年）
角惣四、先前儀三郎、松本伊勢松、永見徳市郎、中井寛太郎、松本峰太郎
- 明治43年（1910年）
細川万吉、村田要之助、中本荘平、米谷勘太郎、永見勘太郎、長田貞録
- 大正2年（1913年）
長山賢雄、角重孝、足立磯太郎、中本荘平（死）、細川万吉、永見徳市郎、永見勘太郎、永井又八（辞）、米谷勘太郎、河岡岩松、長田貞録（辞）、木村秀市
- 大正6年（1917年）
角重孝（辞）、永井貞録、細川万吉、河岡岩松（辞）、中本鹿造、足立磯太郎、米谷勘太郎、浜田清松、牧島篤通、長田真夫、永見勘太郎、河端虎彦（辞）、安田力松（補）
- 大正10年（1921年）
長田真夫、浜田清松、河田千松、永井至澄、松本虎次郎、宮木藤次郎、永見勘太郎、岡田虎蔵、田口熊市、足立政義、永井貞録、村田要之助
- 大正14年（1925年）
永井貞録、田口熊市、木村亀太郎、岡田虎蔵、永見勘太郎、長田真夫、松本虎次郎、中本鹿造、宮木藤次郎、足立政義、浜田清松、村田要之助
- 昭和4年（1929年）
永井貞録、岡田虎蔵、木村亀太郎、足立政義、宮木藤次郎、永澤虎松、長山賢雄、井田辰次郎、松下定、山崎竹松、木村徳次郎、松本積善
- 昭和8年（1933年）
足立正栄、足立精、木村豊逸、永井貞録、北盛徳、田中忠衛、角清太郎、長山賢雄、斉藤定雄、河岡雪雄、松本積善、田口熊市
- 昭和12年（1937年）
松本茂、永井貞録、足立精、北精徳、田中忠衛、米谷雄二、松本積善、足立正栄、河岡雪雄、長山賢雄、斉藤定雄、宮木政寿（死）、村田精（補）、松下定（補）
- 昭和17年（1942年）
足立義久、角喜高、足立藤六（辞）、松本竹重、足立重徳、米谷雄二、川田章、永井康男、井田忠義、永井慶（辞）、渡辺為徳、松本武俊
- 昭和22年（1947年）
足立精、永見至誠、松本貞孝、安田勝栄、松本捷盛、米谷雄二、足岡慶、角鉄栄、井田忠義、松本真造（死）、角喜高、安田定俊、永見寿幸、松本繁信（死）、渡辺為徳、長山英一、足立弥太郎（補）

## 産業・経済

### 明治、大正、昭和時代
- 明治20年代から綿栽培に代わって桑栽培養蚕業が主産業になり副業として座繰製糸も盛んになった[5]。大正年間から昭和初年にかけて西伯郡随一の養蚕地帯となり、同時に養鶏・養豚の中心地としても知られていた[5]。

- 大正元年（1912年）『山陰実業名鑑』（綱島幸次郎編）によると、地価三百円以上の土地所有者、所得税納入者、営業税納入者は以下の通り。

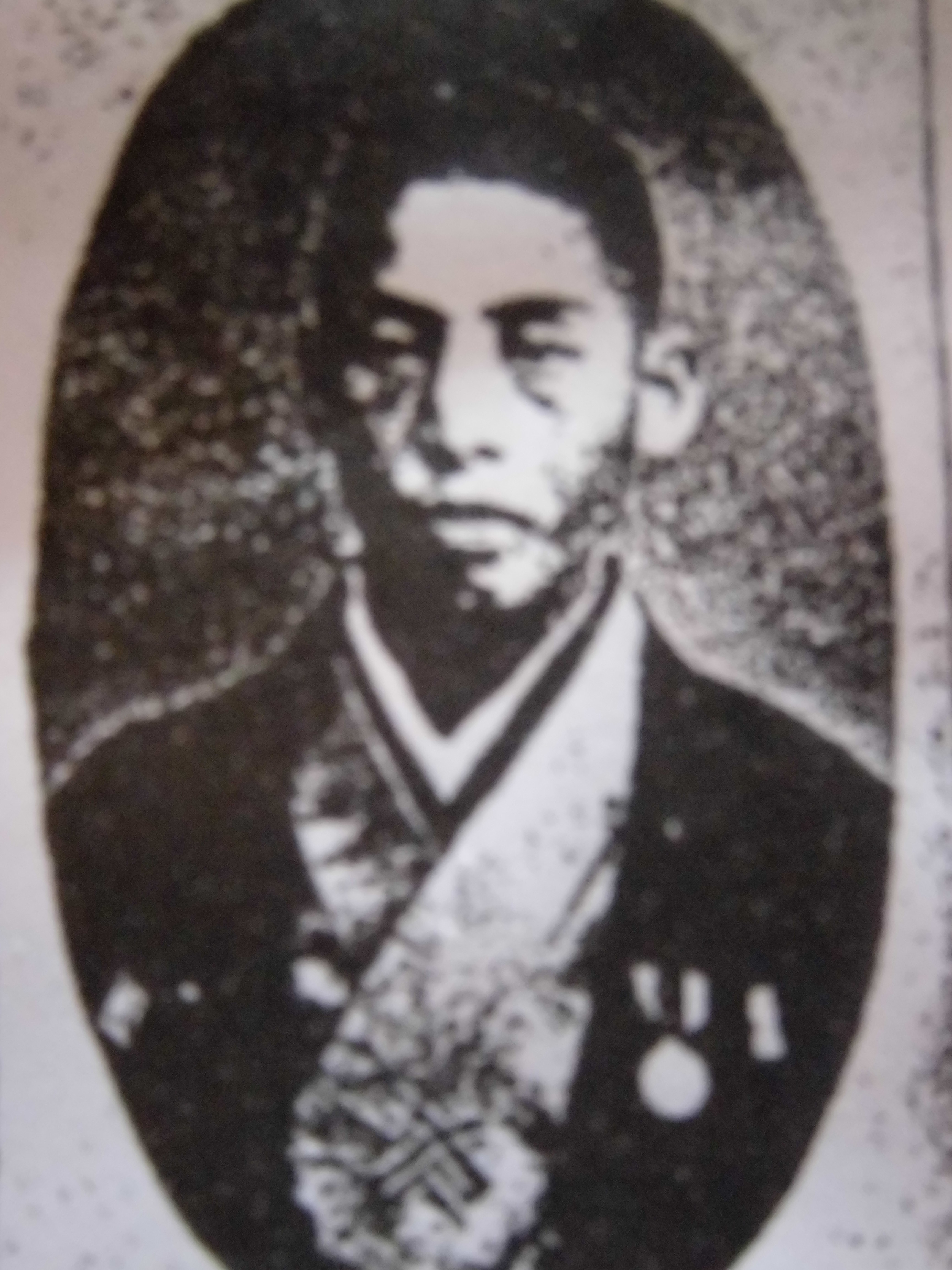
長山善完
（『島根鳥取名士列伝』）

|            | 地価額              | 所得税        | 営業税        | 住所     |
| ---------- | ------------------- | ------------- | ------------- | -------- |
| 米谷勘太郎 | 二. 九〇〇円 三二〇 | 五六円 六八〇 | 六二円 七六〇 | 新屋村   |
| 長山善完   | 一. 九二七円 二九〇 | 二三円 一〇〇 | 二三円 三二〇 | 佐斐神村 |
| 永見勘太郎 | 一. 九二〇円 一七〇 | 三六円 八七〇 | 一五円 二〇〇 | 小篠津村 |
| 長田貞祿   | 一. 四〇三円 八九〇 | 一四円 三二〇 |               | 佐斐神村 |
| 角惣四     | 一. 三二六円 一四〇 | 一七円 六七〇 | 八円 九八〇   | 小篠津村 |
| 永見徳市郎 | 一. 一四五円 七二〇 | 一四円 五三〇 | 九円 八二〇   | 小篠津村 |
| 松篠長蔵   | 九五八円 二八〇     | 一九円 八六〇 | 九円 七五〇   | 小篠津村 |
| 永井又八   | 七五三円 九二〇     | 六円 六四〇   |               | 小篠津村 |
| 永井善四郎 | 七二〇円 一四〇     | 六円 九〇〇   |               | 小篠津村 |
| 中井寛太郎 | 七〇九円 六九〇     | 七円 六四〇   |               | 佐斐神村 |
| 松本峰太郎 | 六八八円 二八〇     |               |               | 小篠津村 |
| 永見熊次郎 | 六八八円 二八〇     | 七円 四〇〇   |               | 小篠津村 |
| 村田善三   | 六六九円 四二〇     |               |               | 小篠津村 |
| 細川万吉   | 六四九円 八〇〇     | 一七円 三八〇 | 三〇円 〇〇〇 | 小篠津村 |
| 川田千松   | 六二五円 二二〇     |               | 八円 八五〇   | 佐斐神村 |
| 本角文蔵   | 五八五円 五一〇     |               |               | 小篠津村 |
| 足立磯太郎 | 五七五円 七七〇     | 七円 二六〇   |               | 小篠津村 |
| 村田治三郎 | 五四〇円 八一〇     | 六円 六四〇   |               | 小篠津村 |
| 成田豊三郎 | 五二一円 六〇〇     |               |               | 佐斐神村 |
| 河岡岩松   | 四八二円 〇九〇     |               |               | 佐斐神村 |
| 角好太郎   | 四七六円 二四〇     |               |               | 小篠津村 |
| 井田義正   | 四六六円 八一〇     |               |               | 佐斐神村 |
| 木村秀市   | 四六二円 六七〇     | 六円 六〇〇   |               | 小篠津村 |
| 宇城敬徳   | 四六〇円 八一〇     |               |               | 新屋村   |
| 足岡榮徳   | 四五三円 五〇〇     |               |               | 新屋村   |
| 濱田清松   | 四四三円 六二〇     |               |               | 佐斐神村 |
| 先前儀三郎 | 四三九円 七七〇     |               |               | 佐斐神村 |
| 足立熊太郎 | 四三八円三〇〇      |               |               | 佐斐神村 |
| 村田友市   | 四二三円 〇三〇     |               |               | 小篠津村 |
| 遠藤長三郎 | 四一九円 三九〇     |               |               | 小篠津村 |
| 足立長次郎 | 四一五円 八一〇     |               |               | 小篠津村 |
| 木村米松   | 三九六円 六五〇     |               |               | 小篠津村 |
| 足立秋三郎 | 三七五円 八一〇     |               |               | 佐斐神村 |
| 木村信榮   | 三七一円 九四〇     |               |               | 小篠津村 |
| 永井荒次郎 | 三六九円 〇〇〇     |               |               | 小篠津村 |
| 安田松太郎 | 三六七円 二六〇     |               |               | 小篠津村 |
| 龍泉寺     | 三五八円 八五〇     |               |               | 小篠津村 |
| 永見榮蔵   | 三五六円 三四〇     |               |               | 小篠津村 |
| 牧島篤通   | 三五三円 一六〇     |               |               | 佐斐神村 |
| 宮本信精   | 三四七円 八二〇     |               |               | 小篠津村 |
| 安田市次郎 | 三三八円 五六〇     |               |               | 小篠津村 |
| 長山賢雄   | 三三四円 二八〇     |               |               | 佐斐神村 |
| 宮木藤次郎 | 三二八円 三〇〇     |               |               | 小篠津村 |
| 岡田虎蔵   | 三一五円 六〇〇     |               |               | 新屋村   |
| 河尻雪壽   | 三一四円 三三〇     |               |               | 新屋村   |
| 有田梅松   |                     | 三五円 三五〇 |               | 佐斐神村 |
| 角賢市     |                     | 六円 六〇〇   |               | 小篠津村 |
| 渡邊清蔵   |                     |               | 一四円 六〇〇 | 小篠津村 |
| 永澤吉太郎 |                     |               | 一三円 八八〇 | 佐斐神村 |
| 木村荒次郎 |                     |               | 一一円 三六〇 | 小篠津村 |
| 揚本トヨノ |                     |               | 一一円 〇九〇 | 佐斐神村 |
| 大前林吉   |                     |               | 九円 二〇〇   | 佐斐神村 |
| 松本近次郎 |                     |               | 五円 七五〇   | 小篠津村 |
| 松本繁信   |                     |               | 五円 七五〇   | 小篠津村 |

### 耕地整理事業
- 耕地整理事業
大正2年（1913年）村では耕地整理組合を組織して11月14日郡役所へ耕地整理事業を申請12月2日認可を得た。郡役所は大正4年（1915年）施行にあたっては技術員を配置して指導した[6]。
- 耕地整理組合
組合長 - 本角文蔵[6]
副長 - 長山善完[7][6]
評議員 - 永沢虎松、浜田清松、細川万吉、松篠栄次郎、永見徳一、角重孝、岡田虎蔵、字城敬徳、永井荒次郎、松本峯太郎、阿部勘次郎、庄司廉[8][6]
- 工事の概要
工事の期間 - 大正3年（1914年）1月〜大正7年（1918年）12月[6]
経費 - 25704円27銭、整理段別・田、58町6段8畝歩 畑、334町9段3畝歩、但し井敷、畦畔を插入した面積[6]。
この外に山林雑種地宅地60町8段4畝18歩を加える（『中浜村郷土誌』）[6]。
耕地整理により道路の新設改修によって、荷車等運搬用具の使用が可能となり農家にとって大変便利になった[6]。

## 苗字
- 佐斐神村の古姓は諏訪神社社伝に伝わる“井田”と外浜地区に共通する“足立”である。

- 佐斐神村“井田氏”

- 小篠津村“木村氏”
｢木村弥太郎…某氏に従て朝鮮に戦ひ感状を賜はる｣と『伯耆志』にあり、『日御崎神社縁起考』には出雲国富田より来住した尼子遺臣としている。

## 出身人物

### 政治家
- 長山英一
佐斐神出身。中浜村助役長山善完長男。境港市会議員、村会議員。大正8年（1919年）陸上1500m日本選手権優勝。
- 永見勘太郎
小篠津出身。中浜村長。村会議員、郡会議員。
- 永見林三郎
小篠津出身。中浜村長。村会議員。
- 宮本易孝
小篠津出身。中浜村長。村会議員、郡会議員。西伯郡町村長代表を務めるほどの実力者村長だった。
- 本角寅造
小篠津出身。中浜村長。村会議員、県会議員。本角家は代々"与平"、"所十郎"を襲名する豪農で、大庄屋をつとめた由緒ある家柄だった[9]。

### 実業家
- 井東安久
佐斐神出身。井東建設代表取締役。

### 医師
- 井田武雄
四谷病院長、東京慈愛病院長。

### その他
- 長山六郎（宗教家）